# Aramón Valdelinares
La estación de esquí de Aramón Valdelinares está situada en el sistema Ibérico, en el municipio de Valdelinares; más concretamente en la comarca Gúdar-Javalambre de la provincia de Teruel y a 70 km de la capital de la provincia.

## Descripción
A pesar de su pequeño tamaño, esta estación de esquí situada a 2000 metros de altitud es muy interesante para los aficionados de Aragón y la Comunidad Valenciana ya que está situada al sur de Teruel, en la sierra de Gúdar.

## Servicios
Alquiler de esquíes, reparación de esquíes, guardaesquíes, escuela de esquí y snowboard, guardería, tiendas, consultorio médico, hilo musical y megafonía, restaurante, cafeterías y terrazas para tomar el sol.